# Обхват (теорія графів)
Обхват в теорії графів — довжина найкоротшого циклу, що міститься в заданому графі. Якщо граф не містить циклів (тобто є ациклічним графом), його обхват за визначенням дорівнює нескінченності.
Наприклад, 4-цикл (квадрат) має обхват 4. Квадратна ґратка має також обхват 4, а трикутна сітка має обхват 3. Граф з обхватом чотири і більше не містить трикутників.

## Клітки
Кубічні графи (всі вершини мають степінь три) з якомога меншим обхватом {\displaystyle g} відомі як {\displaystyle g}-клітка (або як (3,{\displaystyle g})-клітка). Граф Петерсена — це єдина 5-клітка (найменший кубічний граф з обхватом 5), граф Хівуда — це єдина 6-клітка, Граф МакҐі — це єдина 7-клітка, а граф Татта — Коксетера — це єдина 8-клітка. Може існувати кілька кліток для даного обхвату. Наприклад, існує три неізоморфних 10-клітки, кожна з 70 вершинами — 10-клітка Балабана, граф Харріса і граф Харріса—Вона.

Граф Петерсена має обхват 5
Граф Хівуда має обхват 6
Граф МакҐі має обхват 7
Граф Татта — Коксетера (8-клітка Татта) має обхват 8

## Обхват і розфарбовування графа
Для будь-якого додатного цілого {\displaystyle k} існує граф {\displaystyle G} з обхватом {\displaystyle g(G)\geqslant k} і хроматичним числом {\displaystyle \chi (G)\geqslant k}. Наприклад, граф Ґрьоча є графом без трикутників і має хроматичне число 4, а багаторазове повторення побудови мичельськіана, що використовується для створення графа Ґрьоча, утворює графи без трикутників з як завгодно великим хроматичним числом. Пол Ердеш довів цю теорему, використовуючи імовірнісний метод.
План доведення. Назвемо цикли довжиною не більше {\displaystyle k} короткими, а множини з {\displaystyle |G|/k} і більше вершин — великими. Для доведення теореми достатньо знайти граф {\displaystyle G} без коротких циклів і великих незалежних множин вершин. Тоді множина кольорів в розфарбовуванні не будуть більшими, і, як наслідок, для розфарбування потрібно {\displaystyle k} кольорів.
Щоб знайти такий граф, будемо фіксувати ймовірність вибору {\displaystyle p}, що дорівнює {\displaystyle n^{\varepsilon -1}}. При маленьких {\displaystyle \varepsilon } в {\displaystyle G} виникає лише мале число коротких циклів. Якщо тепер видалити по вершині з кожного такого циклу, отриманий граф {\displaystyle H} не матиме коротких циклів, а його число незалежності буде не менше, ніж у графа {\displaystyle G}.

## Пов'язані концепції
Непарний обхват і парний обхват графа — це коли довжина найменшого непарного циклу і найменшого парного циклу відповідно.
Окружність графа — це довжина найбільшого по довжині циклу, а не найменшого.
Спроби оцінити довжину найменшого нетривіального циклу можна розглядати як узагальнення 1-систоли або більшої систоли в систолічній геометрії.